# Trauerhaltestelle

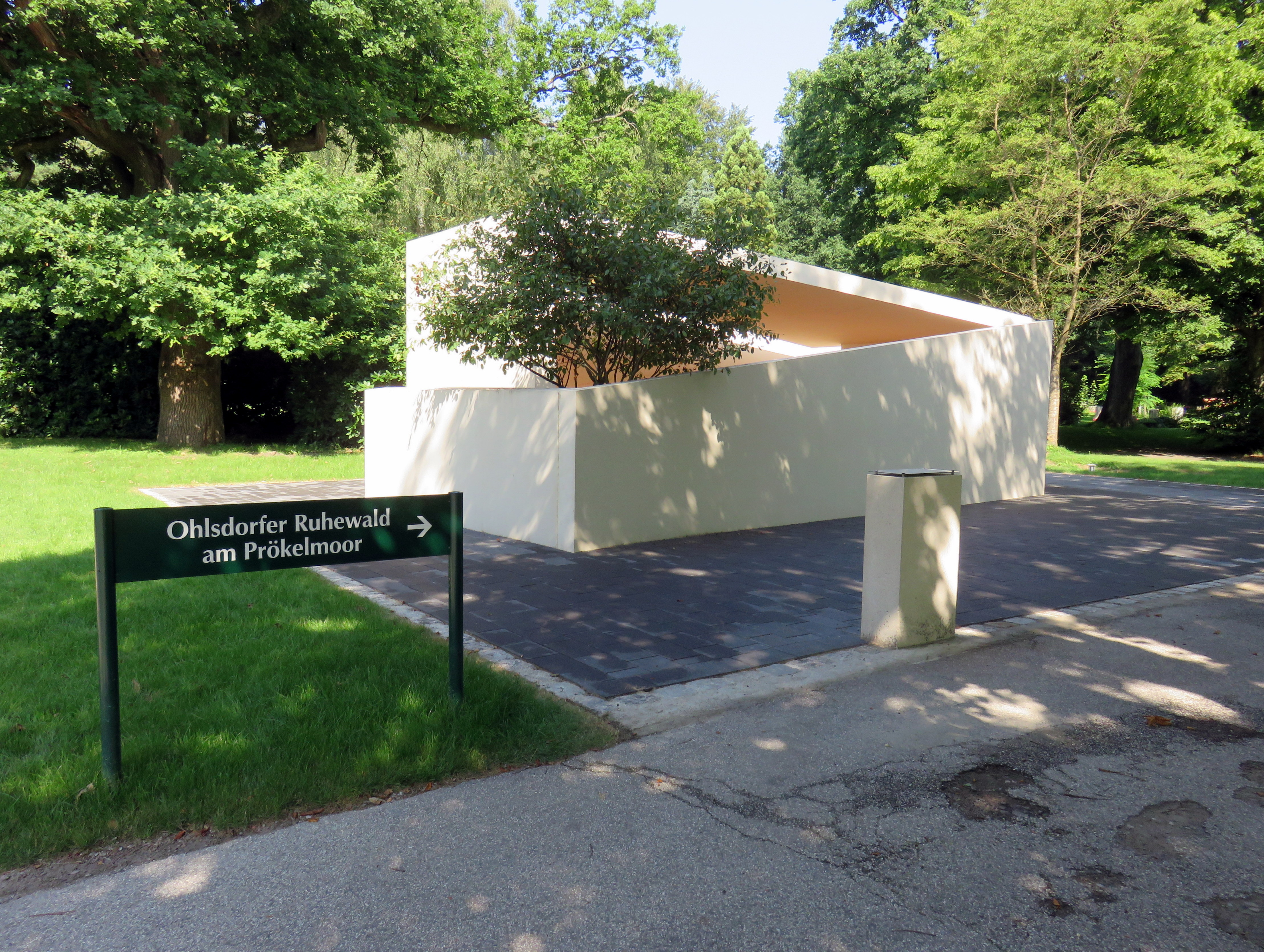
Die Trauerhaltestelle auf dem Ohlsdorfer Friedhof

Die Trauerhaltestelle ist ein öffentlicher Trauer- und Rückzugsort auf dem Friedhof Ohlsdorf in Hamburg und wurde am 11. Juni 2021 eröffnet.

## Lage
Die Trauerhaltestelle steht in zentraler Lage auf dem Friedhofsgelände. Sie befindet sich an der Mittelallee am Moorkampgraben auf dem Weg zum Prökelmoorteich. Zwei Buslinien halten in unmittelbarer Nähe an der Mittelallee. Von der S-Bahn-Haltestelle Kornweg ist sie in etwa 15 Minuten auf dem Fußweg erreichbar.

## Gestalt und Nutzung
Das Bauwerk besteht aus zwei massiven Betonklammern, die einen geschützten Raum bilden, der gleichzeitig offen ist. Im Inneren befinden sich Sitzmöglichkeiten und Ablageflächen aus Holz. In der nach oben hin offenen Ecke wächst eine Felsenbirne.
Besucher können die Trauerhaltestelle alleine oder in kleinen Gruppen frei betreten. Im Inneren besteht die Möglichkeit, an den Wänden Nachrichten mit bereitstehender Kreide zu hinterlassen. Diese vergehen dann in der Witterung. Außerdem können Blumen oder persönliche Gegenstände abgelegt werden.

## Idee und Bau
Das Konzept der Trauerhaltestelle geht zurück auf die Architektin Mareile Höring und die Interior Designerin Solveig Trzebiatowski. Die beiden gewannen mit ihrem Entwurf 2012 beim Architekturwettbewerb „Trauer braucht Raum“ einen Sonderpreis.
Das Kuratorium Deutsche Bestattungskultur e. V. betrieb anschließend die Realisierung der Idee und beauftragte den Bau in Hamburg. Ausführende Architektin war Susanne Netter von netter architekten in Frankfurt am Main.

## Pflege und Weiterentwicklung
Die Stiftung Deutsche Bestattungskultur mit Sitz in Düsseldorf hat den Bau ideell begleitet und pflegt das Konzept sowie die realisierte Trauerhaltestelle. Grundidee ist, dass die Trauerhaltestelle nicht nur als Ort für sich steht, sondern auch neue Impulse für die Trauer-, Bestattungs- und Friedhofskultur in Deutschland abgibt.
Dabei geht es der Stiftung um vielfältige Fragen im Trauerprozess: „Was tut mir gut in meiner Trauer? Wie kann ich meiner Trauer Raum geben? Was verbindet mich mit anderen Trauernden? Und was kann oder möchte ich nur mit mir selbst ausmachen?“ Die Trauerhaltestelle soll „auf sanfte Weise Hilfestellungen zur Aushandlung dieser Fragen“ geben.

## Kurzfilm über die Trauerhaltestelle
Der Kurzfilm „Die Trauerhaltestelle – Ein Raum für Trauer“, von Pavel Franzusov dokumentiert das Kommen und Gehen an der Trauerhaltestelle. Er zeigt nicht allein unterschiedliche Perspektiven auf die Trauerhaltestelle, sondern vor allem verschiedene Sichtweisen und Nutzungsmöglichkeiten der Besucherinnen und Besucher. Hierfür spricht er mit Menschen, die während seiner Filmaufnahmen den Ort besuchen und ihn als Erinnerungsort nutzen. 
Darüber hinaus interviewte Franzusov den Kulturhistoriker Norbert Fischer zu der Bedeutung dieses Ortes im Kontext des Wandels der Trauer- und Gedenkkultur: „All das, was auf den klassischen Grabstätten nicht möglich war, wird heutzutage immer mehr praktiziert.“ Damit bezieht er sich darauf, dass die Trauerhaltestelle eine neue Möglichkeit des Gedenkens darstellt, bei der man zum Erinnern sich nicht in der Nähe von einer Grabstätte befindet.

## Fotografien

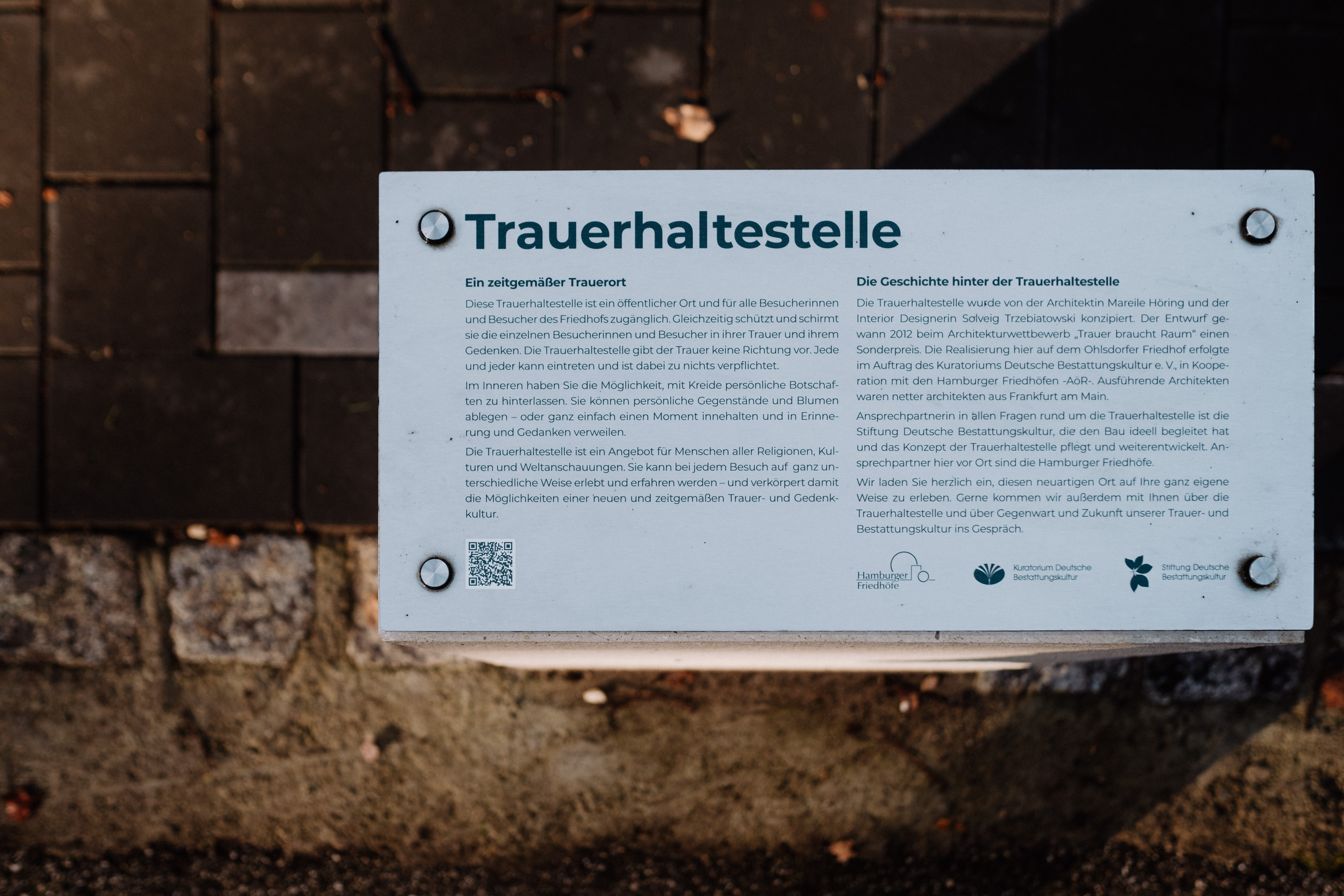
Informationstafel an der Trauerhaltestelle
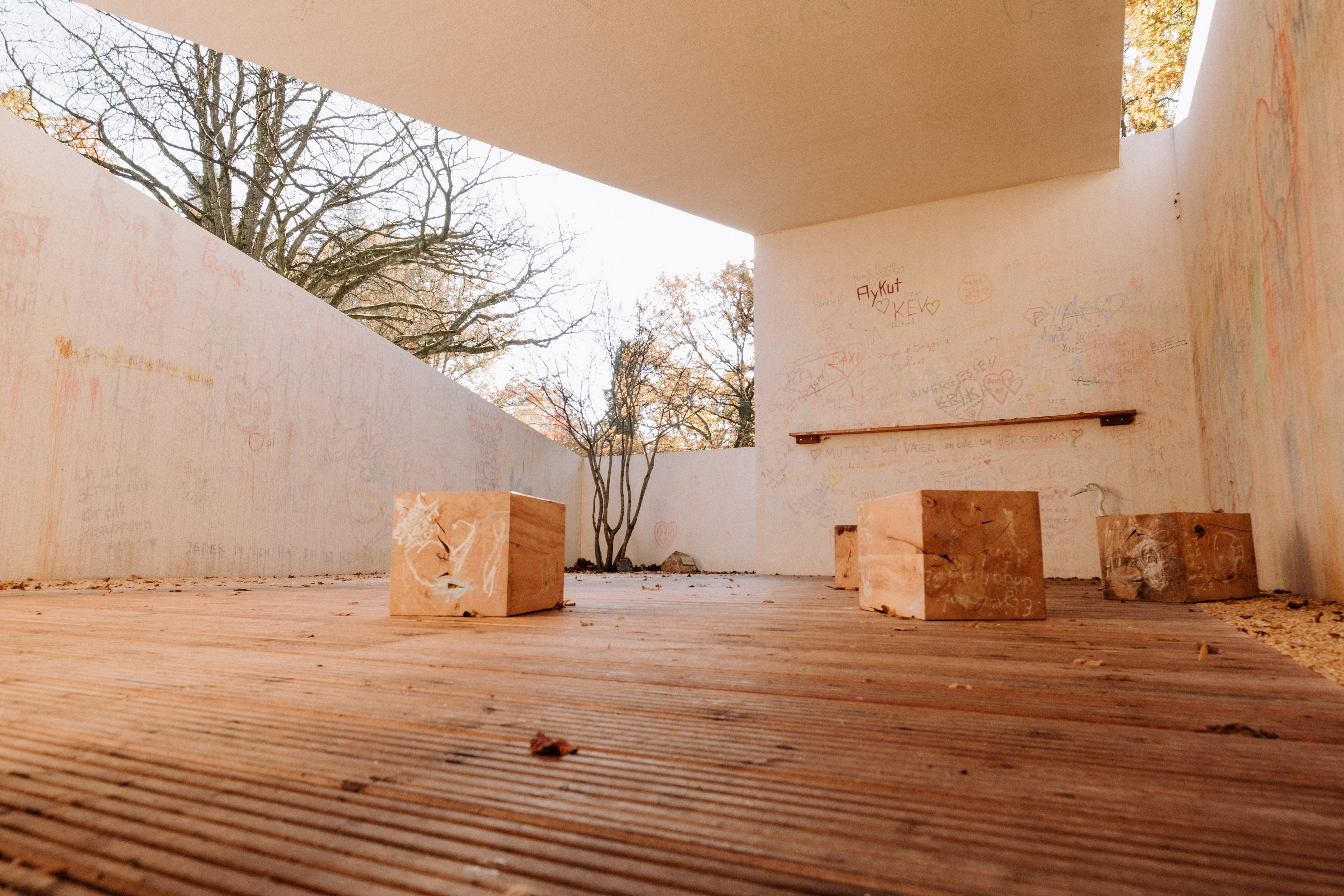
Sitzmöglichkeiten und Trauerbotschaften
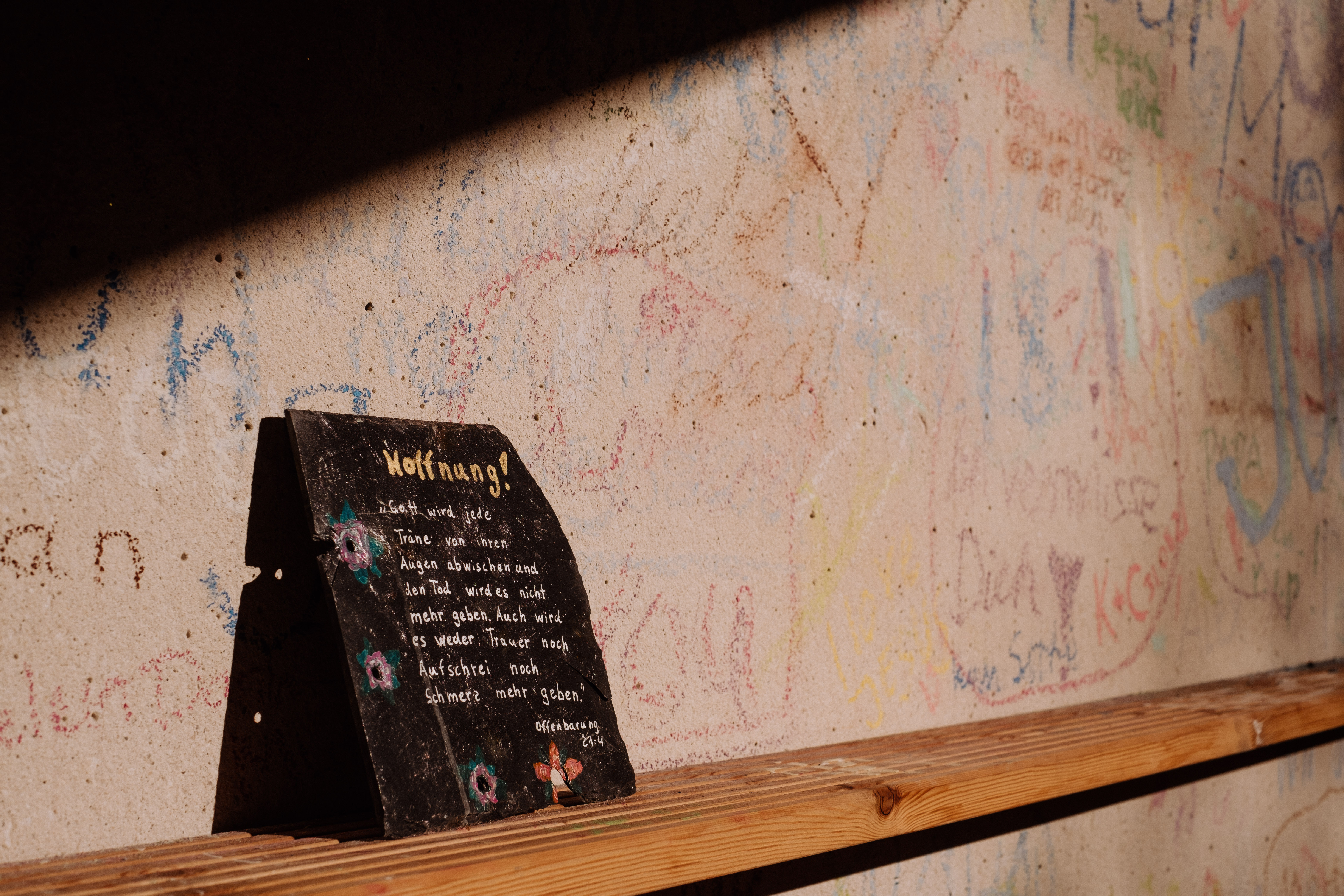
Schiefertafel, abgelegt von einem Besucher
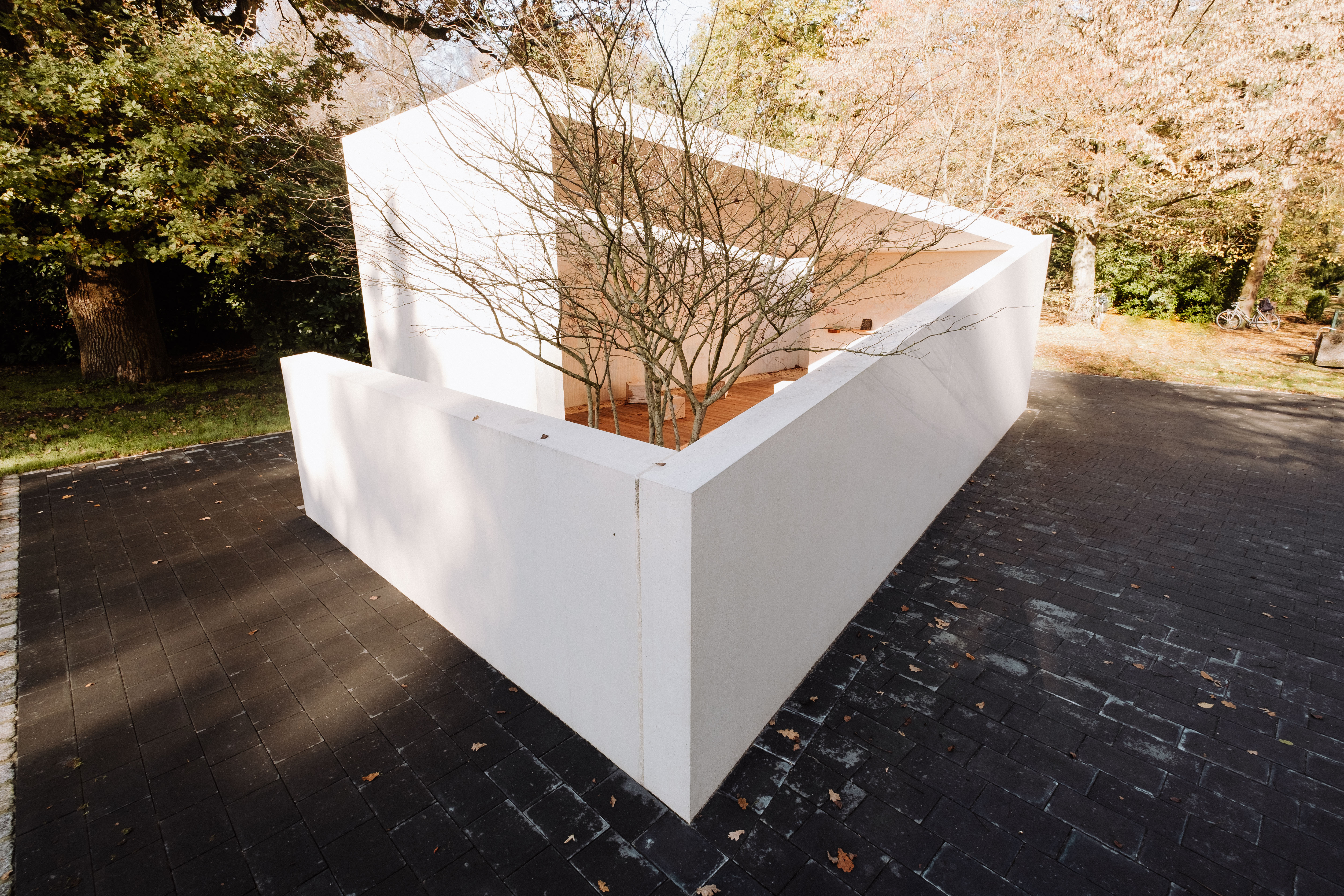
Blick in die Trauerhaltestelle